# Lista orașelor din Gabon

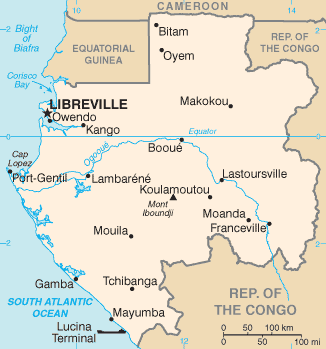
Harta Gabonului

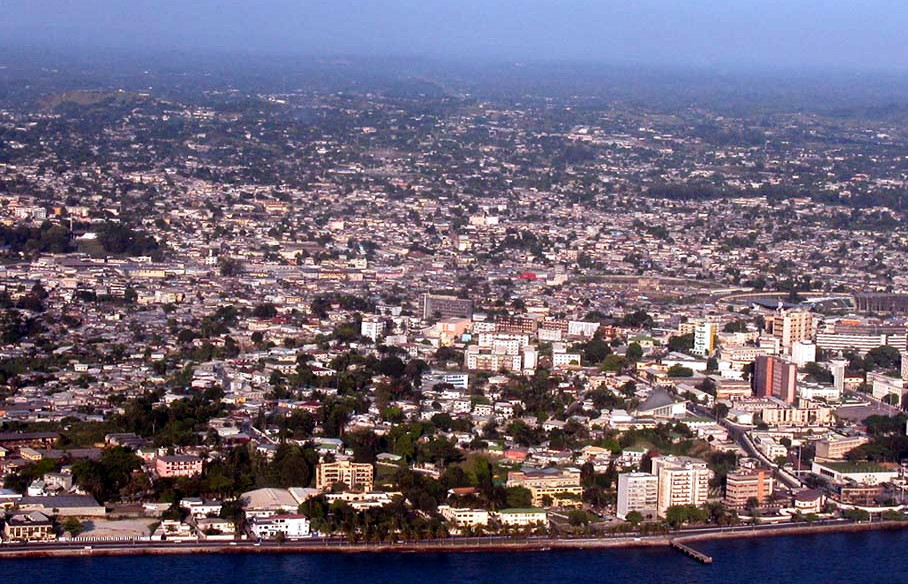
Libreville, capitala Gabonului

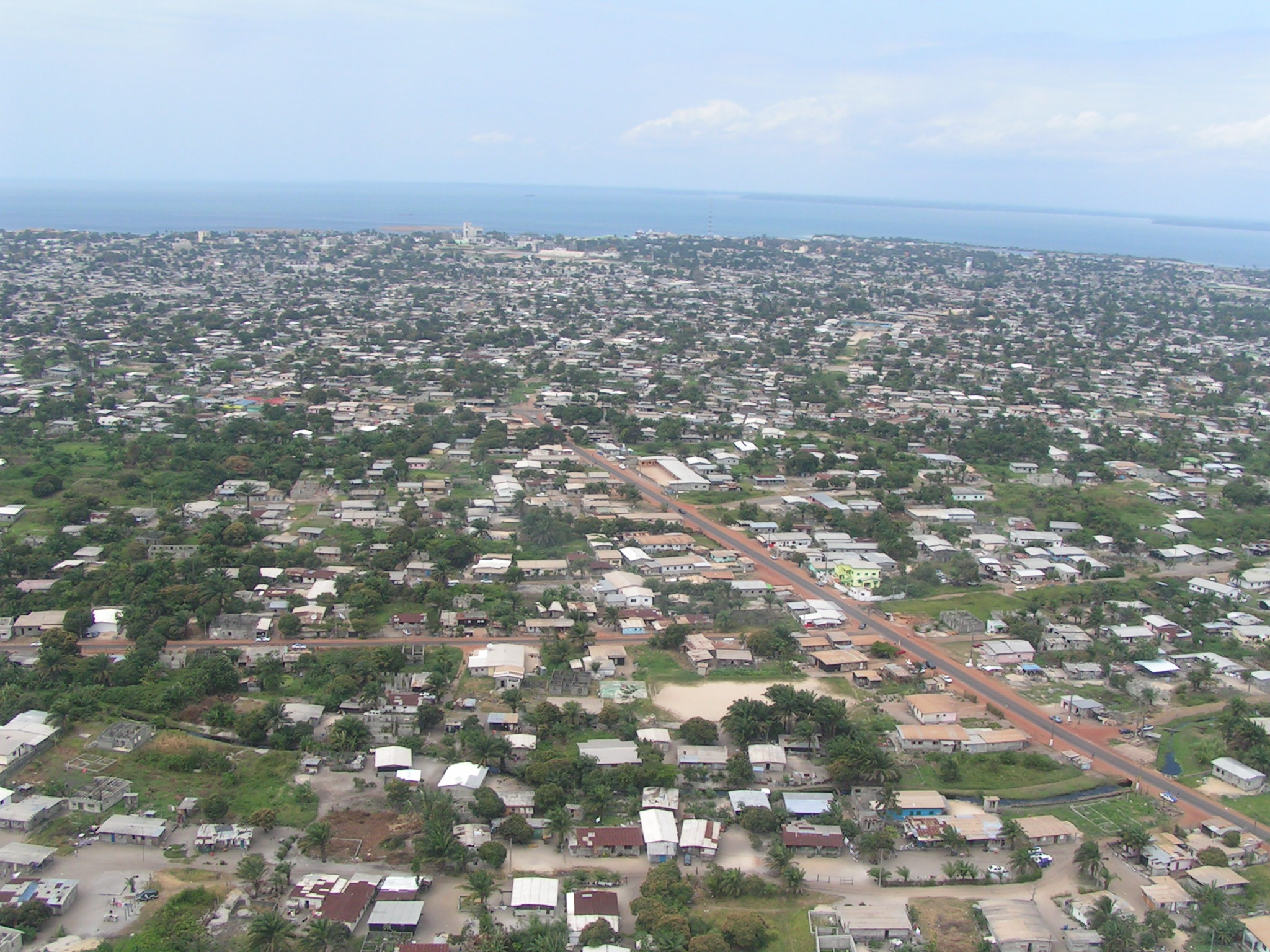
Port-Gentil

Aceasta este o listă a orașelor din Gabon:
- Akok
- Bakoumba
- Batouala
- Belinga
- Bifoun
- Bitam
- Bongoville
- Booué
- Cocobeach
- Ekata
- Eteke
- Fougamou
- Franceville
- Gamba
- Kango
- Koulamoutou
- Lalara
- Lambaréné
- Lastoursville
- Leconi
- Libreville (capitală)
- Makokou
- Mayumba
- Mbigou
- Médouneu
- Mékambo
- Mimongo
- Minvoul
- Mitzic
- Moanda
- Momo
- Mouila
- Mounana
- Ndendé
- Ndjolé
- Nkan
- Nkolabona
- Ntoum
- Okandja
- Omboué (cunoscut de asemenea ca Fernan Vaz)
- Owendo
- Oyem
- Petit Loango
- Point Denis
- Port-Gentil
- Santa Clara
- Sette Cama
- Ste. Marie
- Tchibanga
- Tsogni
- Zoula

| Orașele Gabonului |                      |                  |                 |                 |
| Nr.               | City                 | Population       | Population      | Provicie        |
| Nr.               | City                 | Recensământ 1993 | 2006 (calculat) | Provicie        |
| 1.                | Libreville           | 419.596          | 591.356         | Estuaire        |
| 2.                | Port-Gentil          | 79.225           | 111.655         | Ogooué-Maritime |
| 3.                | Masuku (Franceville) | 31.183           | 43.948          | Haut-Ogooué     |
| 4.                | Oyem                 | 22.404           | 31.575          | Woleu-Ntem      |
| 5.                | Moanda               | 21.882           | 30.839          | Haut-Ogooué     |
| 6.                | Mouila               | 16.307           | 22.982          | Ngounié         |
| 7.                | Lambaréné            | 15.033           | 21.187          | Moyen-Ogooué    |
| 8.                | Tchibanga            | 14.054           | 19.807          | Nyanga          |
| 9.                | Koulamoutou          | 11.773           | 16.592          | Ogooué-Lolo     |
| 10.               | Makokou              | 9.849            | 13.881          | Ogooué-Ivindo   |